# لارا داونپورت
لارا داونپورت (انگلیسی: Lara Davenport؛ زادهٔ ۱۲ ژوئن ۱۹۸۳) شناگر اهل استرالیا است.
وی در مسابقات کشوری و بین‌المللی در مجموع برندهٔ ۱ مدال طلا، ۱ مدال نقره شده‌است.